# Liste der Bodendenkmäler in Burgberg im Allgäu
Auf dieser Seite sind die Bodendenkmäler in der schwäbischen Gemeinde Burgberg im Allgäu zusammengestellt. Diese Tabelle ist eine Teilliste der Liste der Bodendenkmäler in Bayern. Grundlage ist die Bayerische Denkmalliste, die auf Basis des Bayerischen Denkmalschutzgesetzes vom 1. Oktober 1973 erstmals erstellt wurde und seither durch das Bayerische Landesamt für Denkmalpflege geführt wird. Die folgenden Angaben ersetzen nicht die rechtsverbindliche Auskunft der Denkmalschutzbehörde.

## Bodendenkmäler in Burgberg im Allgäu
| Lage                                                                           | Objekt | Akten-Nr.     | Bild                    |
| ------------------------------------------------------------------------------ | --- | ------------- | ----------------------- |
| Burgberg „Schanz“ (über dem Geotop Steinbruch) (Standort)                      | Wallburg Schanz (Burgberg im Allgäu)→Abschnittsbefestigung vor- und frühgeschichtlicher Zeitstellung.                                                                                 | D-7-8427-0019 |                         |
| Häuser jenseits B-19, Illerufer (Standort)                                     | Burgstall Häuser→Burgstall des Mittelalters. | D-7-8427-0020 |                         |
| Burgberg „Bauhofberg“ (Standort)                                               | Burgruine Burgberg→Burg des Mittelalters und der frühen Neuzeit. | D-7-8427-0021 | weitere Bilder          |
| Agathazell „Gallmoos“ (parallel zur nördlichen Start und Landebahn) (Standort) | Knüppeldamm im Gallmoos→Bohlenweg der Bronzezeit. | D-7-8427-0025 |                         |
| Burgberg „Auschachten“ (Standort)                                              | Alte Erzgruben am Grünten→Bergbauareal des Mittelalters und der Neuzeit. | D-7-8427-0058 | weitere Bilder          |
| Burgberg „Schachenberg“ (Standort)                                             | Burgstall Schachenberg→Burgstall des Mittelalters. | D-7-8427-0088 |                         |
| Burgberg Kirchstraße 5 (Standort)                                              | Frühneuzeitliche Befunde im Bereich der katholischen Pfarrkirche St. Ulrich in Burgberg im Allgäu.                                                                                    | D-7-8427-0091 | weitere Bilder          |
| Burgberg Heimenhofenstraße, südlich Haus 12 (Standort)                         | Alter Friedhof Burgberg→Mittelalterliche und frühneuzeitliche Befunde im Bereich der abgebrochenen Kapelle St. Georg und Ulrich sowie des ehemaligen Friedhofs in Burgberg im Allgäu. | D-7-8427-0092 | Alter Friedhof Burgberg |
| Agathazell (Standort)                                                          | Mittelalterliche und frühneuzeitliche Befunde im Bereich der katholischen Filialkirche St. Agatha in Agathazell.                                                                      | D-7-8427-0094 | weitere Bilder          |